# Budismo en África

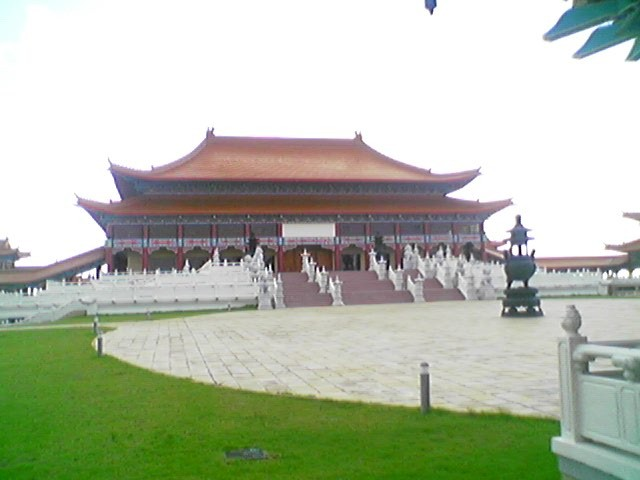
El templo Nan Hua, en Bronkhorstspruit, Sudáfrica.

El budismo, como otras religiones, se practica en África.
Sudáfrica es el país con mayor población budista del continente, con 0,4% de practicantes (2015), aproximadamente 200 mil personas. Mauricio, según algunas fuentes es el país con mayor proporción de budistas con un 2%, aunque según otras esta cifra es de 0,1%, al igual que en Madagascar. En Libia, entre el 0,3% y el 0,4% de la población es budista.
Hay casos de personas afrodescendientes que se han convertido al budismo, como Adewale Akinnuoye-Agbaje.

## Población budista por país
| País/territorio                 | Número de practicantes estimado (2010) | Porcentaje sobre la población del país | Porcentaje sobre el total |
| ------------------------------- | -------------------------------------- | -------------------------------------- | ------------------------- |
| Sudáfrica                       | 159 220                                | 0,3                                    | 62,3                      |
| Libia                           | 20 209                                 | 0,3                                    | 7,9                       |
| Tanzania                        | 10 157                                 | 0,0                                    | 4,0                       |
| Costa de Marfil                 | 9869                                   | 0,1                                    | 3,9                       |
| Guinea                          | 8983                                   | 0,1                                    | 3,5                       |
| Nigeria                         | 8458                                   | 0,0                                    | 3,3                       |
| Argelia                         | 5320                                   | 0,0                                    | 2,1                       |
| Madagascar                      | 5178                                   | 0,0                                    | 2,0                       |
| Zambia                          | 3927                                   | 0,0                                    | 1,5                       |
| República Democrática del Congo | 3734                                   | 0,0                                    | 1,5                       |
| Mauricio                        | 3222                                   | 0,3                                    | 1,3                       |
| Mozambique                      | 2035                                   | 0,0                                    | 0,8                       |
| Uganda                          | 2005                                   | 0,0                                    | 0,8                       |
| Chad                            | 1684                                   | 0,0                                    | 0,7                       |
| Senegal                         | 1679                                   | 0,0                                    | 0,7                       |
| Angola                          | 1632                                   | 0,0                                    | 0,6                       |
| Reunión (Francia)               | 1570                                   | 0,2                                    | 0,6                       |
| Etiopía                         | 1327                                   | 0,0                                    | 0,5                       |
| Kenia                           | 1276                                   | 0,0                                    | 0,5                       |
| Botsuana                        | 1120                                   | 0,1                                    | 0,4                       |
| Sudán                           | 982                                    | 0,0                                    | 0,4                       |
| Egipto                          | 791                                    | 0,0                                    | 0,3                       |
| Ghana                           | 488                                    | 0,0                                    | 0,2                       |
| Camerún                         | 353                                    | 0,0                                    | 0,1                       |
| Zimbabue                        | 189                                    | 0,0                                    | 0,1                       |
| República del Congo             | 174                                    | 0,0                                    | 0,1                       |
| Túnez                           | 79                                     | 0,0                                    | 0,0                       |
| Total                           | 255 661                                | 0,0                                    | 100                       |